# Wilfried Vandaele
Wilfried Jozef Vandaele (Brugge, 5 juni 1959) is een Belgisch politicus uit Vlaanderen. Hij zetelde als volksvertegenwoordiger voor N-VA in het Vlaams Parlement en is burgemeester van De Haan. Van juli tot oktober 2019 was hij voorzitter van het Vlaams Parlement.

## Levensloop
Wilfried Vandaele groeide op in Vlissegem, deelgemeente van De Haan. Hij studeerde in 1983 af als licentiaat Germaanse filologie en pers- en communicatiewetenschappen aan de Rijksuniversiteit Gent. Beroepshalve was hij tussen 1984 en 1994 algemeen secretaris van het Algemeen-Nederlands Congres (ANC), een overlegplatform van Nederlandse en Vlaamse verenigingen en instellingen. Het ANC had een brede waaier van Nederlands-Vlaamse werkgroepen: economie, leefmilieu, buitenlands beleid, vredesproblematiek, migrantenbeleid, volkscultuur enz. Wilfried Vandaele was er onder meer initiatiefnemer van een van de eerste Europese Interregprojecten: Buren, een databank met periodiek informatieblad voor grensoverschrijdende activiteiten op alle mogelijke terreinen.
Nadien was hij van 1994 tot 1998 communicatieverantwoordelijke van de Vlaamse Milieumaatschappij (VMM). Als overheidsinstelling onderzoekt de VMM onder meer de kwaliteit van de waterlopen, van het zwemwater in vijvers en aan de kust, inventariseert ze de lozingen in het water en de uitstoot in de lucht door de industrie, de landbouw en de gezinnen, informeert ze over de ozonproblematiek, stelt ze de investeringsprogramma's voor Aquafin en voor de rioleringen op. Wilfried Vandaele was er verantwoordelijk voor de externe communicatie (woordvoerderschap, publicaties, campagnes, publieksbeurzen …), de interne communicatie en de milieu-educatie (ook internationaal).
In 1998 werd hij algemeen secretaris voor het Cultureel Verdrag Vlaanderen-Nederland. Van 1987 tot 1995 was hij tevens lid van de Commissie ter Uitvoering van het Belgisch-Nederlands Cultureel Verdrag (aanvankelijk onder het voorzitterschap van Johan Fleerackers en Maarten Mourik), en als zodanig mede-auteur van het in 1995 ondertekende Vlaams-Nederlands Cultureel Verdrag. Op vraag van toenmalig minister-president Luc Van den Brande werd Wilfried Vandaele in januari 1998 de eerste algemeen secretaris van het nieuwe Cultureel Verdrag, hetgeen hij bleef tot in juli 2009. De Commissie adviseert de Nederlandse en de Vlaamse regering over de samenwerking op het gebied van welzijn, cultuur, onderwijs, wetenschappelijk onderzoek, media... Wilfried Vandaele was de penhouder voor de rapporten (in 1992 en 2002) die leidden tot de oprichting van het Nederlands-Vlaams Centrum voor Europa “de Buren” in Brussel, dat in juni 2004 de deuren opende naast de Muntschouwburg.
Hij zetelt sinds de verkiezingen van oktober 1988 in de gemeenteraad van De Haan, waar hij tussen januari 2006 en december 2012 als schepen van Ruimtelijke Ordening, Cultuur en Onderwijs toetrad tot het bestuurscollege. Sinds januari 2019 is hij burgemeester van de gemeente. Van april 1994 tot juni 2009 was hij provincieraadslid en van mei 1995 tot december 2000 fractievoorzitter voor de Volksunie in West-Vlaanderen. Deze functie diende hij evenwel op te geven toen hij midden juli 2009 na de rechtstreekse Vlaamse verkiezingen van 7 juni 2009 Vlaams minister Geert Bourgeois opvolgde als Vlaams Parlementslid voor de kieskring West-Vlaanderen. Hij werd de eerste volksvertegenwoordiger die De Haan ooit kende. Tijdens zijn eerste legislatuur in het Vlaams Parlement was Vandaele vast lid van de commissie Leefmilieu, Natuur, Ruimtelijke Ordening en Onroerend Erfgoed en plaatsvervangend lid van de Cultuur, Jeugd, Sport en Media, alsook ondervoorzitter van de Interparlementaire Commissie van de Nederlandse Taalunie.
Midden januari 2013 werd hij door het Vlaams Parlement aangewezen als gemeenschapssenator in opvolging van Bart De Wever, die burgemeester van Antwerpen werd. Hij bleef dit tot in mei 2014. In de Senaat werd Vandaele effectief lid van de Commissie voor de Binnenlandse Zaken en voor de Administratieve Aangelegenheden en plaatsvervangend lid van de Commissie voor de Buitenlandse Zaken en voor de Landsverdediging.
Ook na de volgende Vlaamse verkiezingen van 25 mei 2014 bleef hij Vlaams volksvertegenwoordiger. Van juni 2014 tot mei 2019 was hij als tweede ondervoorzitter deel uit van het Bureau (dagelijks bestuur) van het Vlaams Parlement. Tijdens zijn tweede legislatuur in het Vlaams Parlement was hij tevens vast lid van de commissie  Cultuur, Jeugd, Sport en Media en de commissie Leefmilieu, Natuur, Ruimtelijke Ordening, Energie en Dierenwelzijn, plaatsvervangend lid van de commissie Landbouw, Visserij en Plattelandsbeleid en voorzitter van de Interparlementaire Commissie van de Nederlandse Taalunie.
Van juli 2014 tot december 2018 was Vandaele ook lid van de vernieuwde Senaat als deelstaatsenator aangewezen door het Vlaams Parlement. Hij diende ontslag te nemen als senator toen hij burgemeester van De Haan werd. Van 2015 tot 2020 was hij eveneens plaatsvervangend lid van het Europees Comité van de Regio's.
Op 26 mei 2019 werd hij verkozen voor een derde termijn in het Vlaams Parlement. Op 13 juli 2019 werd hij aangesteld als voorzitter van deze assemblee in opvolging van Kris Van Dijck, die ontslag had genomen. Op 2 oktober 2019 trad de regering-Jambon aan en werd het voorzitterschap aan zijn partijgenoot Liesbeth Homans toevertrouwd. Vervolgens ging hij in het Vlaams Parlement de N-VA-fractie leiden. Hij volgde Matthias Diependaele op die minister werd in de regering-Jambon. Tezelfdertijd was Vandaele vast lid van de commissie Cultuur, Jeugd, Sport en Media en de commissie Leefmilieu, Natuur, Ruimtelijke Ordening en Energie, alsook plaatsvervangend lid van de commissie Algemeen Beleid, Financiën, Begroting en Justitie en van 2022 tot 2024 nogmaals voorzitter van de Interparlementaire Commissie van de Nederlandse Taalunie.
In juni 2024 was Vandaele lijstduwer van de West-Vlaamse N-VA-lijst bij de Vlaamse verkiezingen, zonder nog een mandaat te ambiëren. Hij werd niet verkozen en ging zich vervolgens helemaal toeleggen op de lokale politiek.

### Privé
Wilfried Vandaele is gehuwd en is vader van twee zonen.
- Bibliothèque nationale de France: cb12417811w (data)
- Digitale Bibliotheek voor de Nederlandse Letteren: vand050
- International Standard Name Identifier: 0000 0000 3597 1721
- Library of Congress Control Number: n84222482
- Nederlandse Thesaurus van Auteursnamen: 070745978
- Système universitaire de documentation: 033297908
- Virtual International Authority File: 48179517
- WorldCat: E39PBJjdchvqdrMm9RmTBfKmVC